# ルパン三世 PART5
『ルパン三世 PART5』（ルパンさんせい パートファイブ）は、モンキー・パンチの漫画を原作とする日本のアニメ『ルパン三世』の作品群のうち、2018年4月から9月まで日本テレビほかにて放送されたテレビアニメシリーズを指す。放送終了後の2019年4月11日にモンキー・パンチが死去したため、本作は原作者存命中に放送された最後のテレビシリーズとなった。
本項では、本作を含めテレビシリーズを便宜上『TV第○シリーズ』と表記する。

## 概要
2015年放送のシリーズ（以下『TV第4シリーズ』）から2年ぶりとなるシリーズである。『TV第4シリーズ』に関わった主要スタッフが中核として引き続き起用され、アニメーション制作をトムス・エンタテインメント（以下、TMS）自社ではなく『TV第4シリーズ』と同じくTMSの子会社であるテレコム・アニメーションフィルム（以下「テレコム」）が担当している。また、テレビシリーズでは初となる製作委員会方式が用いられた。
主な舞台はフランスとなっている。これに関しては、イタリアを主な舞台とした『TV第4シリーズ』終了から期間がそれほど空いておらず、地続き感のあるドラマを感じてもらうためであるほか、その最終話でイタリアから旅立ったルパン達が現在もヨーロッパに滞在し、ルパン一世の生まれた地であるフランスを拠点にしている流れを作りたかったためである。ただし、舞台がほぼイタリアに固定されていた前作とは異なり、劇中では物語の舞台がフランス国外に移ることも多い。
作品のテーマは「ルパンがネット社会を生き抜いていく」など現代的なものになっている。
出演者の津田健次郎によると、本作は若い世代による「新しいルパンを作り上げていく」という意気込みが強く、長年続いてきた世界観をいかに損なわず新しくできるかを模索していたといい、原点回帰でもある作品だったという。そのため、それまでは躊躇されてきたという人が死ぬ場面もしっかり描写され、被弾などによる流血の描写も過去作より多い。
これまでのシリーズは1話完結が基本だったが、本作は4本の中編と7本の1話完結型のエピソードで構成されており、中編では各話のラストで次回への引きが入るクリフハンガー構成になっている。そのため、各中編の冒頭に「EPISODE○○」、最後に「EPISODE○○ Fin」の表記が入る。
2018年6月には、シリーズレギュラーのエンゾ・ブロン役として俳優の上川隆也が出演することが発表された。上川はすでに本作の第1話に同役で出演していたが、その時点ではノンクレジットであった。
1971年放送開始の『TV第1シリーズ』から次元大介役を務めてきた小林清志が”最終話まで出演した”最後のテレビシリーズとなった。

### 服装デザイン
それまでは各シリーズごとに色が変わっていたルパンのジャケットに関して、本作では過去作の歴史を全肯定する意味で過去にテレビシリーズで使われた色が再び採用された。「現代のルパン」であるため『TV第4シリーズ』と同じ青を本シリーズ標準服装デザインと設定しており、脚本に合わせて緑(TV第1シリーズ)や赤(TV第2シリーズ)、ピンク(TV第3シリーズ)のジャケットを着用する。また、次元・五ェ門・銭形警部に関してもルパンのジャケットに合わせ、各テレビシリーズ放送当時のデザインで登場する。

### 製作概要
シリーズ構成・脚本には大河内一楼が初起用され、設定考証は『Lupin the Thirdシリーズ』にて設定考証を務めた白土晴一が務める。大河内の起用は、『TV第5シリーズ』にて企画開発を務めている鈴木常泰が、トムス・エンタテインメント制作の映画『伏 鉄砲娘の捕物帳』で、共に作品制作に携わったことのあった大河内をシリーズ構成にオファーしたことによる。
大河内は最初、「今までの『ルパン』とは違う新生『ルパン』にする」という企画書を制作陣に提出した。これに、長年『ルパン三世』に関わってきたスタッフたちは驚き、警戒する者もいたという。そんな中、大河内の提案は監督の矢野雄一郎には前向きに受け入れられ、大河内は「現代の新しいルパン」を目指しながらも「これまでのシリーズを全肯定する」シナリオになるように取り組んだ。今回、大河内が「現代のルパン」を作ることを企画の要としたのは、今までルパンを観たことがない若い層に観てもらえる作品にするため、舞台を21世紀の現代としてルパンたちがスマホなどのデジタルガジェットを駆使して「お宝」を盗む、本作のキーキャラクターにも「天才ハッカー少女」が登場するなど、「デジタル」や「サイバー」が物語の重要な要素となっている。また、旧来のファンにも楽しんでもらうために「これまでのシリーズを全肯定する」シナリオを目指し、原作漫画や過去のアニメシリーズのキャラクターが登場するなど、さまざまな取り組みがなされている。
これらの取り組みは、最終的にスタッフたちから好評を得た。クリエイティブプロデューサーの浄園祐は大河内のシナリオを称賛しており、「もっと早くに出会いたかった」「今作はルパンシリーズの分岐点になるという手ごたえを感じる」と評している。
中編エピソードの脚本は「EPISODE I」「EPISODE III」「EPISODE IV」を大河内、「EPISODE II」を雑破業、1話完結型エピソードの脚本は大河内や副監督の酒向大輔をはじめ、野島一成、大倉崇裕、綾奈ゆにこ、時雨沢恵一、西田シャトナーがそれぞれ務めた。1話完結型エピソードではそれぞれのルパン像が描かれ、キャラクターデザインや背景イメージには当時のスタッフが参加するなど、エピソードに合わせて異なる演出を盛り込んでいる。
上述の通り、主要スタッフの多くは『TV第4シリーズ』から引き継がれた。キャラクターデザインも引き続き横堀久雄が起用されたため『TV第4シリーズ』から大きな変更はないが、現代を描くにあたって『TV第4シリーズ』における強弱のある線から少しスッキリした線に変更された。
アフレコに関して、初代ルパン三世役である山田康雄は映像が完成していないと「仮に録音した台詞と後からニュアンスや長さの違う絵が完成しても、リテイクの時間的余裕は無くそのまま放送される。その場合、演技で恥をかくのは役者である」との考えから収録を共演者と共にボイコットしたという逸話を持っており、そうした声優側の意向を「役者さんに100％の演技をしてもらおう」と山田の没後もスタッフが可能な限り守っていることから、近年では珍しく映像は毎週完成された状態で収録された。
音楽はこれまでのシリーズと同様大野雄二が担当。180曲以上の書き下ろし曲のほかに、「デンジャラス・ゾーン」や「マグナム・ダンス」、「恋はサンパウロ」など過去作のアレンジ版BGMや『TV第4シリーズ』のBGMも使用されている。

## あらすじ
ここではメインエピソードに当たる中編4本について記載し、本編と直接関係ない短編については省略する。

### EPISODE I
フランスへやってきたルパン達の今度の狙いは、闇のサイト「マルコポーロ」から仮想通貨を盗み出すこと。そのためにシステム作成者がいるというツインタワーの地下へ向かうが、そこにいたのはアミ・エナンという14歳の少女であり、ネット界では「アンダーワールド」として有名なハッカーであった。アミを連れ出したルパン達は彼女の手で仮想通貨を盗むことに成功するが、被害を受けたマルコポーロの幹部達はその腹いせに「ルパン・ゲーム」を考案。ルパン達はネットやSNSを通じてその行動を逐一把握され、世界中の人々から追い回される羽目になる。ブワンダ共和国へ逃亡したルパンはそれを逆手に取り、自らの行動をSNSにアップすると、世界中の人々はルパンに興味を失い、ルパン・ゲームは終息していく。ところが、マルコポーロの幹部達は次なる企画として、ターゲットの死亡日を予想してかけを行う「ハッピー・デス・デイ」を企画。ルパン達は今度は暗殺者たちに狙われることになる。暗殺者を次々と躱すルパン達であったが、最後に現れた不二子がルパンに銃口を向ける。そこに銭形が現れ、ルパンとアミを連れ出す。3人はブワンダの軍人に追われた挙句、国境を目指して砂漠を超えることになるが、国境付近で待ち構えていた殺し屋「ドローン・ファイター」に頭を撃ちぬかれる。その後、アミはマルコポーロの幹部の1人であるピーカブーに面会しようとして追い詰められるが、実はドローンに細工をして死亡したように見せかけていたルパンの策略であり、ピーカブーは敗北。残る幹部であるチャップチップとムームーも次元と五ェ門に取り押さえられ、マルコポーロは壊滅。ドローン・ファイターとしてゲームに参加していた不二子は賞金を独占し、アミはアヌシー学院に編入して人生をやり直すことになった。

### EPISODE II
ルパンはかつて「偽造の名人」として名をはせた旧友のガストンから一枚の絵を盗み出す依頼を受ける。その絵画はガストンの孫が描いた絵で、ピカソのサインを書いたらミスターBに買われてしまったという。ルパンは首尾よく絵を盗み出すことに成功するが、その絵を治安総局局長のギョームに狙われる。絵の中には「黒い手帳（カルネ・ノワール）」というフランスの司法・警察官僚の幹部がこれまで行ってきた不正や犯罪のすべてが記述されている手帳が隠されていることが判明し、ギョームら治安総局の狙いはその黒い手帳だった。ルパンは依頼の真意を尋ねにガストンの元へ赴くが、ガストンは1ヶ月前に死亡しており、ルパンに依頼したガストンは「アルベール」という人物の変装で、ルパンはアルベールに利用されていたことを悟る。ガストンの墓地で彼と旧知だというカミーユ・バルドーと知り合うが、彼は元フランス司法警察局の捜査官で、一度見ただけで、すべてを一瞬で記憶できる「瞬間記憶術」の持ち主だった。ギョームの差し向けた殺し屋に追われカミーユと共に逃亡するルパン達だったが、逃亡の最中カミーユは殺し屋の凶弾に倒れて亡くなる。その後、ルパンはアルベールとテレヌブ橋で面会するが、事前にすり替えてあったはずの銃で腹部を撃たれて黒い手帳を奪われ、最後の手段としてアルベールの車を爆発させようとするも既に取り外されていたために失敗し、ルパンは気を失う。しかしアルベールも、ギョームが差し向けた殺し屋のジョゼに襲われ黒い手帳を奪われる。次元と五ェ門に救出されたルパンは、アルベールという人物は、かつてルパンと「ルパン三世」の座をかけて争った「ルパンを棄てた男」アルベール・ダンドレジーだと打ち明ける。一方、ジョゼはギョームを裏切り、手を組んでいた大統領候補のカルヴェスの支持を促すために殺し屋仲間達と共にテロ行為をするようになる。ルパンはアルベールと手を組み、ジョゼ一派の本拠地へと向かう。ジョゼの部下たちはルパン達に次々と倒され、ジョゼの元にたどり着いたルパンは彼の腕を撃ち抜いて優位に立つもそれが義手だったために追い詰められるが、そこに現れたアルベールがジョゼを射殺しジョゼの一派は壊滅。カルヴェスは大統領候補を辞退し、ギョームは更迭されることになった。ルパンと別れたアルベールは黒い手帳をかすめ取った気になったが、それはルパンがすり替えた偽物。本物はルパンによりガストン本人の墓に備え付けられたのだった。

### EPISODE III
アミはアヌシー学院に編入していたが、自身が「アンダーワールド」というハッカーであることを周囲に隠そうともせずに中々友達が出来ずにいた所、烏を射る等の奇行で同じく周囲から敬遠されていた少女ドルマと親しくなる。彼女は南アジアにある「パタール王国」の王女であり、王家継承の証である宝石「血と涙の滴」を所有していた。しかしそこへテロ組織が現れて学院を制圧する。教師に変装していた不二子や学院に向かったルパン達により組織は壊滅したが、ルパン一味は血と涙の滴が狙いだった。そこにCIAが現れる。不二子と親しげだった教師の正体はCIAの捜査官マクガイアであり、今回のテロもCIAが糸を引いていたのだ。マクガイアはドルマを連れてパダール王国へと逃げ去る。
パダール王国は、国のIT化を推進する国王率いる改革派、とそれに反発する大司教率いる伝統派に割れていた。パダール王国に入国したルパン達は伝統派のクーデターの計画を察知する。一方のアミも不二子と共にパダール王国へ潜入し、ドルマの元へ向かう。アミはドルマの監禁場所にたどり着くもマクガイアに見つかり追い詰められた所をルパンに助けられるが、そこへ現れたドルマはルパンを弓で射る。負傷したルパンはアミや不二子と共に逃亡する。パダール王国は戒厳令が敷かれ、内戦状態へと突入するが、改革派を支援していたエンゾ・ブロン率いるSHAKEHANDS社の介入により事態は一転。大司教はドルマを傀儡の女王に仕立て、自分が権力を得る事だけが目的だった。回復したルパンは偽のドルマに変装したアミと共に、王位継承式が行われる王宮へ向かう。大司教は国外へ逃亡を図るが、そこにルパンとアミが現れる。部下たちも変装していた次元と五ェ門により全滅させられ、大司教はルパンに取引を持ち掛けようとするもアミによりその模様をネットを通じて全国民に中継され、その野望を晒す羽目になる。パダールの軍人はドルマも国を欺いていたのかと疑うが、そこでマクガイアはドルマを人質にとる。マクガイアは軍人に撃たれて命を落とすが、マクガイアの意図を察したドルマは敢えて彼を敵扱いし、「パダールの敵は伝統派でも改革派でもない!国を食い物にする欧米列強である!パダールの民よ、武器を捨て、手を取り合うのだ!」と国民に宣言。ルパンから「大悪党になる覚悟がある」と認められる。事態の収束後、ドルマはアミだけにマクガイアが初恋の人物だったと打ち明け、アミもまたドルマに初恋の人物を告げた後、ルパンに対して「私はルパンに恋している」と断言する。

### EPISODE IV
SHAKEHANDS社の提供する「ヒトログ」は、ネットやSNSからAIが膨大なデータを解析し、あらゆる人間に関する情報を割りだす革新的なサービスである。ウィーンで盗みを働こうとしたルパン達はヒトログによってその行動を逐一把握され、フランスで借りたアジトまでも割り出されてしまう。さらには不二子がヒトログに追い詰められ、自らSHAKEHANDS社に捕まったことを銭形から告げられる。アミがSHAKEHANDS社にサーバー攻撃を仕掛ける内に、ルパン達は南太平洋のオリグ島にある本社へと向かい、不二子の拘束されている最上階にたどり着くが、下層で退路の確保のために待機を指示されていた五ェ門はエンゾの言葉で自分の存在への疑念を決定的なものにされてしまう。五ェ門は最上階でルパンと真剣勝負を繰り広げ、ルパンを斬りつける。そして、ついにルパンと五ェ門は逮捕され、ICPOに護送されることになった。また、エンゾがアミの実父であることも判明するが、エンゾはヒトログに執心するあまり父親としての感情を喪失していた。一人残された次元はルパンと五ェ門のいる護送車を襲撃し、彼らを救出する。やがてルパンはネットから姿を消すが、彼がヒトログに国家機密情報を書き込んだことで、SHAKEHANDS社はアメリカ合衆国から国際テロ組織と判断され攻撃されてしまう。レベッカやダイアナ等の協力もあって再起したルパン達は再び本社へと向かう。不二子の元へたどり着いたルパンは彼女に「私はルパンにとって何?」という問いをぶつけられる。ルパンは自分なりの答えとして、普段の顔を脱ぎ捨てて素顔を晒し、不二子と口づけを交わす。ルパン達4人は倒壊する本社ビルからの脱走を図るが、その中でエンゾは父親としての感情を取り戻す。脱出後、ルパンから正式に仲間に誘われたアミだったが、様々な感情からこれを断念し、また会う約束をする。そしていつも通り銭形達に追われることになるルパン一味だったが、そんな自分達を変わっていないとしつつも悪くないと思うのだった。
ルパン三世の物語はこれからも続いていく。

## 登場人物

### レギュラー
レギュラーキャラクターの衣装デザインは若干の変更はあるものの、基本的に前シリーズ『TV第4シリーズ』を踏襲。全話通して登場するのはルパン三世のみ。
ルパン三世
声 - 栗田貫一
主人公。アルセーヌ・ルパンを祖父に持つ神出鬼没の大泥棒。今作では今まで以上に謎に包まれた人物として扱われている。
他の4人との複雑ながらも特別な関係が描かれ、IQ300に恥じない頭脳を見せる。
次元大介
声 - 小林清志
ルパンの相棒で凄腕の早撃ちガンマン。本作でも歯医者が嫌いな為、虫歯が悩みである。
今のデジタルについていけない部分があり、終盤では、ヒトログの情報量に苦戦する。
石川五ェ門
声 - 浪川大輔
斬鉄剣を愛用する居合い斬りの達人。
かつてはルパンとは敵対関係で今では仲間であるが、終盤でヒトログによってルパンにとっての自分に苦悩し、そのことをエンゾに付け込まれてしまう。
峰不二子
声 - 沢城みゆき
自他共に認める自分の欲望に忠実な美女。
今作ではルパン達を裏切る描写が少ないが、回を追うごとにルパンとの複雑な関係が描かれ、そのことをルパンに問いかける。
銭形警部
声 - 山寺宏一
ルパン逮捕に執念を燃やす敏腕捜査官。
ルパン・ゲームで命を狙われるルパンを助けたり、不二子にルパンとの関係を問いかけるなどルパン一味とは敵ながらも強い信頼関係を持ち、終盤ではいつかルパンを友として一緒に酒を飲みたいと語っている。エンディングでは、一味と一緒に酒を飲んでいる。

### 今作オリジナルレギュラー

#### メインキャラクター
アミ・エナン
声 - 水瀬いのり
EPISODE Iより登場。EPISODE Iのキーキャラクター。ある事情からルパンたちが潜入したメガ・サーバー施設で出会った少女。
デジタルプログラミングスキルにおいては比類なき能力を持ち、「アンダーワールド」という名前のハッカーとしても知られる。その一方、おしゃれや人付き合いなどは苦手。ルパン一味や銭形との交流で感情豊かになり、性格も少しずつ明るくなっていく。
6歳の時にキッズポルノの業者に誘拐されたが、プログラミング能力が高かったため、ハッキングの仕事をやらされるようになった。
他人から呼ばれるファーストネームのイントネーションには拘りがあり、間違うと数回に一度は訂正する（本人が訂正しなかった場合でも、父であるエンゾによって訂正される場合もある）。当初はあくまでビジネスパートナーとして接していたが物語が進むにつれルパンに好意を抱くようになり褒められたりルパンの裸体を前に顔を赤くしたり頼られると嬉しそうな表情を浮かべるようになる。ルパンが不二子に好意を抱いていることも知っているが劇中で次元、五ェ門がいる中ルパン本人に「不二子より良い女になる」と堂々と告白する。
EPISODE IIIではアヌシー学院に寄宿しており、銭形とはメールで近況のやり取りをしている。アヌシー学院で寄宿・留学していたドルマと気が合い親友となる。
EPISODE IVではエンゾ・ブロンが父親であることを告白し、心のどこかで父との再会を願っていることも話した。
母親は日本人（未登場）。
アミの名前の由来は「網（NET）」であることが判明し、その後は銭形によって保護された。
アルベール・ダンドレジー
声 - 津田健次郎
EPISODE IIより登場。EPISODE IIのキーキャラクター。フランス司法警察中央局局長。階級は警視。性格は冷静沈着、冷酷無比で声帯模写を得意とする。また、「同性」に性指向を持つ。
ルパンとは旧知共に因縁の関係にあり、ルパンの行状や素行などをよく熟知している。ルパンと「ルパン三世」の継承者争いをした。キービジュアル第1弾でもルパンと並び立つなど、本シリーズにおける重要なキーパーソンの一人。
EPISODE IIIでは「安全保障事務局長」として、フランスの現政権中枢に提言できる立場に昇進している模様。
原作者のモンキー・パンチによる「これからも生き続け、長くルパンたちに関わってくるキャラクターを作りたい」という願いから生まれたキャラクターだという。TVシリーズ「PART6」にも続投している。
八咫烏 五郎（やたがらす ごろう）
声 - 島﨑信長
EPISODE Iより登場。ICPOに配属され、銭形の部下となった駆け出しの刑事。銭形を心から慕っており、性格も「熱血・正義・直情径行」の三拍子が揃って相性も良い。
銭形からは「やた」という愛称で呼ばれている。
銭形を尊敬し、警察官としての能力を高く評価しているが故に、彼の刑事としてのキャリアがルパン専任捜査官に就任して以降止まったままであることを嘆いており、いつまでも捕まることのないルパンを激しく敵視するだけでなく、ルパン担当を銭形一人に押し付けたも同然であるICPOの上層部にも内心反感を抱いている。
EPISODE IVにて、ようやくルパンが逮捕されたと思っていたが、ICPOの上司は自分の手柄であるかのようにマスコミに表明し、マスコミもまたヒトログのおかげで逮捕できたと考え、銭形の努力は結局評価されないという現実に直面する。その後も銭形と共にルパン一味を追うこととなった。
続くTVスペシャル「プリズン・オブ・ザ・パスト」やTVシリーズ「PART6」にも続投している。
エンゾ・ブロン
声 - 上川隆也
第1話冒頭より登場（本格的な登場はEPISODE IIIから）。EPISODE IVのキーキャラクター。巨大IT企業「SHAKEHANZ」社の創設者。パダール国王・ラジャル・ラハ・シンハのメンター役も担っている。
EPISODE IVにて、自らが生み出した、AIの解析で膨大なデータからあらゆる人間に関する情報を割り出す革命的SNS「ヒトログ」を導入。システムが完璧なものであることを証明すべく、世界最大のアウトローとされているルパンを標的に定め、世界中でルパンを憎む者達を間接的に扇動して追い込んでいき、遂には仲間の五ェ門や次元までも言葉巧みに誘導。五ェ門がルパンを斬る形でルパンの逮捕に成功する。これによってヒトログの情報の信頼性を絶対的なものにするが、脱走したルパン達にそれを逆手に取られてしまい、世界各国の機密情報をヒトログで公開しそれをヒトログがA判定してしまう。その結果、世界中で暴動寸前の混乱が巻き起こり、今までとは逆に自らの会社が世界中の国家から敵視されることになるが、ヒトログへの干渉の一切を拒否する。自分の理想のSNSであるヒトログの完成と維持にしか関心が無く、アミが自分の娘と知っても全く関心を持たなかった。
最終的にヒトログ・SHAKEHANZ社ともども破壊され、ルパンの秘密を知り、いつか再戦する事を告げる。一方で、アミが自分も認めるハッカーのアンダーワールドであると知った事もあってか、崩壊する本社ビルからアミを助け、アミの名の由来を嬉々として教えたり、かつての妻のことを話すなど、アミの父親としての人格を取り戻した。その後、アミと共に銭形に保護された。
リン・ポー
声 - 谷昌樹
第1話冒頭より登場（本格的な登場はEPISODE IIIから）。巨大IT企業SHAKEHANZ社の共同経営者でエンゾのビジネスパートナー。
EPISODE IIIではパダール王国に駐在し、王国のIT化を推進させていた。エンゾよりも常識的な感覚の持ち主で、不二子とは旧知の間柄か情報を提供している。EPISODE IVではSHAKEHANZ社が国家を敵に回す状況になる事を恐れて独断でアルベールに取引を持ち掛けたが反故にされ、ヒトログを信頼しきれなかったことでエンゾから見捨てられる。その後、一人逃亡したが、アルベールのブレーンとして拘束され、表向きは死亡したことになっている。

#### その他のキャラクター
未亡人
声 - 行成とあ
EPISODE Iより登場。本名は不明。ルパン達がアジトとして借りているアパートの持ち主で、その一階でガレットがうまいと言われているカフェを経営している。
役名は未亡人だが、ルパン達が部屋を借りて間もない第18話の時点では夫はまだ存命だった。
EPISODE IVにて、ヒトログの影響でルパンが彼女のアパートをアジトにしていた事実が明らかになり、情報に翻弄される市民達から自身もルパンの仲間ではないかと疑われるが、ルパンが彼女を人質にする形で逃走したことでその疑いを免れることになり、自身を助けるための芝居であったという真意に気付く。その後は、銭形に引き渡されたようで、アパートのテレビでルパンが逮捕された報道を見ていた際は、その無事を祈っていた。
リュカ
声 - 山本善寿
EPISODE IIより登場。フランス司法警察局の捜査官でアルベールの部下。
EPISODE IIではルパンや治安総局の動きを監視していた。

## ゲストキャラクター

### 第1話 - 第5話「EPISODE I」
ピーカブー
声 - 朝比奈拓見
本名チャック・グレイ。闇サイト「マルコポーロ」の幹部。
麻薬の売人で、ネットワークを駆使する知能犯だが、本性は駆け出しのチンピラそのもの。ルパンとアミに対する報復に固執するあまり自ら墓穴を掘っていく。
EPISODE IVでは牢屋の中からルパンの映像を観ていた。
チャップチップ
声 - 吉野貴大
本名カナル・ロビンソン。闇サイト「マルコポーロ」の幹部。常にコープスペイントを施した、メタルロッカー風の男。
3人の中では最も小心で慎重。ルパンゲームを考案した。
ムームー
声 - 黒木沙織
本名ソニア・ブテラ。闇サイト「マルコポーロ」の幹部。
内心ではピーカブーもチャップチップも見下しており、計画の破綻と同時に早々に撤退を決めていたが、その行動は既に五ェ門に把握されていた。
ネズミ一族 族長
声 - 宮崎敦吉
原作（『ルパン小僧』含む）に幾度となく登場するルパン一族とは因縁の組織の族長。アニメシリーズには今回初登場。
ルパンゲームでは期待度ランキング1位を獲得する。ルパンの行動を熟知し、暗殺者を工場へおびき寄せようというルパンの策略にははまらなかった。最後はルパンと一騎打ちするも、ルパンの策略により倒される。
魔山神平
声 - 佐藤愁貴
原作では、暗殺組織・魔山一家の一員で、五ェ門のライバル兼友人。
ユニオンママ
声 - 内野恵理子
殺し屋組織ユニオンを率いる女性。アニメシリーズは2回目の登場。
暗殺者たちが集まるバーで一際存在感を出す。配下の一郎を使い、五エ門を襲う。
一郎
声 - 中尾智
殺し屋組織ユニオンの一員。釣り竿を武器として使う。五エ門に対して1本の釣竿では敵わないとみると、両手で2本の釣竿を使って攻撃した。
ラッキー
殺し屋組織ユニオンの一員。ライダースーツを着た爆弾使い。
アニィ
声 - 井川秀栄
苦無使いで、イモリの兄貴分。原作では男に変装した女性。
イモリ
声 - 越後屋コースケ
槍使いで、アニィの弟分。アニィと同じく原作では男に変装した女性。
キング
声 - 中野泰佑
原作では次元を脅してルパンを殺害しようとしたルパン帝国の反逆者。
不乱剣博士
声 - 菅原雅芳
死者を操ることができる催眠術使い。自らもすでに死んでいるが催眠術を自分にかけて生きながらえている。
金閣＆銀閣
原作では暗殺団のボスとその弟。
シャードック
原作ではワトソンというコンピューターを使う探偵。本作でもワトソンへの言及はあるが、それが何なのかは具体的には語られていない。
万屋十完
シャードックの相棒。
骨船長
船乗りの姿をした銛使い。
銀蠅&防人
原作では国際死刑執行機関のメンバー。
ミノ虫
蓑虫のように、常にボロ布をまとっている殺し屋。
おやっさん
小柄な殺し屋。細工が施されたプラカードのようなものを担いでおり、ある物が内蔵されている。
赤奇血汐
原作では金大王の屋敷の警備隊長。見えなくなる武器を使う。
黒マムシ
ドスを使う極道風の男。

### 第6話「ルパン対天才金庫」
ヒラメキ（兄）
声 - 伊藤健太郎
父から受け継いだ貧乏な下町工場を営む。
「脳力」を利用した金庫を「兄弟」で発明する。弟曰く「脳力」はゼロで1+1すら答えられないほどだが、敵であるルパンを応援するなどお人好しで後に子供達の人気者になった。
最終回でも弟と再登場しており、飲み屋でルパンを応援する際、ネズミ吉三と対峙するもエンディングで仲良くなっていた。
ヒラメキ（弟）
声 - 亀井芳子
実質的な「脳力」金庫の発明者。
借金返済のため、自分の兄とは逆で高い知能を持つルパンの頭脳を逆手に取って開発した「脳力」金庫の需要を掘り起こすため、ルパンに金庫を開けさせるよう挑戦状を叩きつけ、一度はルパンに勝ったが兄の励ましをヒントにルパンに金庫を開けられてしまう。その後、おさかな缶詰を発売し、評判を上げた。
最終回にも兄とともに再登場している。
頭取
声 - 浦山迅
大東京銀行頭取。
兄弟の発明した金庫を梃に、マスコミを呼び込んでの金庫の安全性をアピールするプロモーションを開催する。当初は兄弟を「先生」と呼び、アイスを提供するなどゴマをすったが取られはしなかったが金庫を開けられたことで手のひらを返した。

### 第7話 - 第10話「EPISODE II」
ガストン
声 - 菅生隆之
かつて裏世界で「偽造の神様」と言われた老人。
ルパンにとある絵画を盗み出して欲しいと依頼するが、1か月前に死亡していたことが判明する。
ギョーム
声 - 手塚秀彰
治安総局局長。
ガストンから盗みを依頼された絵画を、ルパンの手から奪い去ろうとする。
カミーユ・バルドー
声 - 中博史
元フランス司法警察局の捜査官。一度見ただけで、すべてを一瞬で記憶できる「瞬間記憶術」の能力を擁する。
ガストンとは旧知の間柄。
ルパンらとの逃走の最中にルブナンの凶弾に倒れる。
ティッキー・ファスコ
声 - 佐藤愁貴
アルベールと生計を共にしている同性のパートナー。
ジョゼ
声 - 二又一成
ギョームと相通ずるヒゲ面の殺し屋。左腕の射出可能な義手の掌から高圧電流を発する。
ギョームの命令で「カルネ・ノワール」（黒革の手帳）を奪い返し、ルパンとカミーユを葬り去ろうとする。
雇い主である治安総局を裏切り、カルヴェスと手を組み、テロを引き起こした。
ルブナン
ジョゼ配下の殺し屋の一人。寡黙で言葉を発さない。銃を仕込んだトンファーによる打撃と銃撃で戦う。黒い手帳を持って逃走するルパン、次元、カミーユを追い詰めるが、カミーユと相撃ちになり崖下に転落する。しかし生き延び、ジョゼのアジトでルパンと再戦するが、隙を突かれて鉄の処女に放り込まれ、敗北した。
クロ
声 - 花藤蓮
ジョゼ配下の殺し屋の一人。筋骨隆々の女性。金属製の鋭利な爪と歯、および膝、肘、かかとに仕込んだ刃による格闘術で戦う。アルベールや次元の銃弾を見切って容易く躱すほどの身体能力と反射神経を持つ。ジョゼのアジトへの道中でルパンたちを待ち受け、五エ門と対決する。武器の爪を斬り飛ばされながらも斬鉄剣を歯で受け止め優位に立つが、止めを刺そうとした隙にその爪を逆利用されて眼に痛撃を喰らい、怯んだところを腹から真っ二つに斬られ敗北した。
アラニエ
声 - 村中知
ジョゼ配下の殺し屋の一人。中性的な容姿の少年で右目にガーゼ眼帯を付け、首や腕などに包帯を巻いている。伸縮自在のワイヤーの先に金色の矢尻を付けた武器を操り、離れた場所から敵を攻撃する。ルパンと次元の乗るバイクを遠距離から正確にワイヤーで捉えて投げ飛ばし、逃走を阻んだ。ジョゼのアジトでアルベールを待ち受け、ワイヤーアクションで彼の右腕を使用不能にするが、密かに奪われていた矢尻を眼に喰らい敗北した。
カルヴェス
声 - 金子由之
右派の大統領候補。排外主義的言動のために選挙戦では遅れを取っていた。

### 第11話「パブロ・コレクションを走れ」
パブロ
「パブロ・コレクション」なる物を所有する南米某国の麻薬王。
晩年に失踪し、行方不明となっている。
残党頭
声 - ふくまつ進紗
パブロ・ファミリーの残党頭。
パブロが隠し、遺産として残した「パブロ・コレクション」を求めて、ルパンらを執拗に追い狙う。
ゴメス
声 - 岐部公好
ボラジル海軍の司令官。階級は少佐。
ボラジルとバラグアイの国境流域の警備隊を指揮している。残党頭からルパンらを抹殺するよう依頼される。
残党隊長
声 - 小林操
パブロ・ファミリーの残党隊長。ルパンらを抹殺するために、ゴベス司令官に援軍を依頼し、共闘をすることを提案する。

### 第12話「十三代目石川五ェ門散財ス」
クロエ・カザール
声 - 堀越知恵
ベルギーの大富豪・アンドレ・レニエの親友。
友情の証にルビーのルースが組み込まれたロケットペンダントを譲り受ける。ルパンのターゲット。
ジャン
声 - 小林由美子
忍者姿のコスプレをした少年。実家が民宿を経営している。
ママの言いつけで、事あるごとに五ェ門に暴利を要求する。クロエの事を気にかけている。
ブルーノ
声 - 小松史法
マスカット姿にコスプレしたシレナ・セキュリティの警備員で、ビストロ・カザールの警備担当。
クロエ・カザールについて何か把握している模様。
イネス・カザール
声 - 戸松遥
地元の食材しか使用しない「ビストロ・カザール」を営む美人オーナー。
最近引っ越ししてきたようだが、何か訳ありだと噂されている。

### 第13話 - 第16話「EPISODE III」
ドルマ
声 - 佐倉綾音
EPISODE III のキーキャラクター。パダール王国の王女。
王位継承の証である「血と涙の滴」（クォーツシェイプペンダント）の所有者。アミのいるアヌシー学院に寄宿している。弓矢の使い手。ひょんなことからアミと心を通わせるようになる。アミの名前を正しいアクセントで呼ぶ数少ない人物。
母国で起こったクーデターにより、同国の民衆同士が傷つけ合うことに心を痛めている。
後述のマクガイヤの命を賭した行為に際しては彼の意に沿う形でクーデターを終結させた。その後、アミに対し後述するマクガイヤに思いを寄せていたことを告げた。
マグガイヤ
声 - 高橋広樹
アヌシー学院の科学教師。
金髪にメガネ姿と飄々とした風貌だが、その正体はCIAの「SAU」（Special Activity Unit）のエージェント。パダール王国に対し任を負っている模様。
ドルマとの会話では、自身の本名はウーゴで、内戦の起きた小国出身であると明かしている。テロの際、ドルマを拉致した後に隊員に射殺されるが、クーデター終結のために織り込んだことだった。
大師教
声 - 堀越富三郎
原初パダール王国に傾倒する「伝統派」で、「王政回帰」の名のもとにクーデターを引き起し、CIAと共にパダール王国そのものを牛耳ろうと画策している。「伝統派」とは名ばかりで、権力を欲するだけの俗物。
バーキン
声 - 小室正幸
マグガイヤの上官。大師教が画策するクーデターの支援を行う。
ラジャル・ラハ・シンハ
声 - 玉野井直樹
第45代・パダール王国国王。ドルマの父親。
大司教とは逆の立場の「改革派」でエンゾの助言の元「SHAKEHANZ」社と共に、王国の近代化に心血を注いでいる。

### 第17話「探偵 ジム・バーネット三世の挨拶」
イザベル・モンバッサン伯爵夫人
声 - 谷育子
3年前に夫（伯爵）を殺害した犯人を見極めるために、モンバッサン家に伝わるエメラルドリング（テーパーバゲット型）を報酬にルパンに犯人探しを依頼する。
ルパンとは旧知の間柄の模様でファーストネームで呼ばれる仲。
マリー
声 - 石川由依
イザベルのメイド係。
ルパン（ジム・バーネット）の助手の役割を担う。
フレデリック・オートレット
声 - 土師孝也
世界的に名を知られたソムリエであり、ジュエリーコレクター。
コレクションに加えたいため、伯爵にエメラルドリングを売却するように迫っていた。容疑者の一人。
アラン・ディボア
声 - 内田夕夜
伯爵の甥。現在は投資家。
過去に父親が事業に失敗し、多額の借金返済のため伯爵に支援を依頼するが、断られ、その後一家は離散している。容疑者の一人。
ピエール・シュミット
声 - 牛山茂
警備システム開発会社の元社長。
伯爵にM&Aを仕掛けられ、社長の座を追われる。現在はパソコン修理業を営み、細々と生計を立てている。容疑者の一人。
フィリップ・ド・モンバッサン伯爵
一代でフランスの警備システム会社を設立し、天才との名声をも欲しいままにし、政界への進出も噂されていたが、3年前にパリ郊外の公園をジョギング中に何者かに射殺される。

### 第19話「7.62mmのミラージュ」
ミラージュ
声 - 石塚理恵
超一流のスナイパー。
アフリカ某国の内戦で両親が殺され、難民キャンプに入り養育される。その後、反政府ゲリラにキャンプを襲撃されたことを契機に、傭兵として従事する。ジルベルスタインによると正体は「女」だという。
愛用銃はGIAT社製「FR F2」スナイパーライフル。
難病に犯されていたが、最終回では娘とともにルパンの活躍をパソコンで応援する姿が登場した。
ジルベルスタイン
声 - 岩崎ひろし
不遜で初老の大富豪。連続無差別狙撃事件の首謀者であり、「ミラージュ」の雇い主。
ルパンとは幾度となく死線を交わらせている因縁の間柄。そのことを揶揄してかルパンのことを「坊や」と呼ぶ。
次元の機転により右足を負傷しながらも、ルパンとのチェスに勝利してから気絶する。その後、EPISODE IVでもこのことを根に持つ形で登場している。
ミラージュの「娘」
声 - 武田華
ミラージュの娘。
母が病に侵され、欧州での治療が必要なために大金を必要としている。

### 第20話「怪盗銭形」
ヴァコフ
声 - 山内健嗣
ロシアのとある田舎町で活動する泥棒。
事故で記憶を失った銭形を保護し、仲間として働かせる。
EPISODE IVで登場した際にはヒトログで居場所を突き止められ警察に確保された。
セリョーガ
声 - かぬか光明
ヴァコフの相棒。
保護した銭形にモニエタという呼び名を付けた。
EPISODE IVではヴァコフと同じ経緯で逮捕された。

### 第21話 - 第24話「EPISODE IV」
ブリジット
声 - くまいもとこ
『ルパン三世 PART4』に登場したニクスの三人の娘の一人。
本作ではPART4から少し成長した姿で登場している。
レベッカ・ロッセリーニ
声 - 藤井ゆきよ
『ルパン三世 PART4』でのヒロインキャラクター。
本作では、トロール船を用意してルパン達に協力した。
ダイアナ
声 - 岡本麻弥
1995年のTVスペシャル『ルパン三世 ハリマオの財宝を追え!!』でのヒロインキャラクター。
かつての恩を返すため、ルパン達によって引き上げられた黄金の潜水艦でオルグ島にルパンたちを送った。
ネズミ吉三
声 - 藤高智大
ネズミ一族の残党。
ルパンを応援するヒラメキ兄弟と殴り合いの喧嘩をするも、エンディングでは和解していた。
ジャック・キング
声 - 中村浩太郎
アメリカ合衆国大統領。
ルパンによって石油会社との密約をヒトログ上に公開されてしまう。その後SHAKEHANZ社を国家解体を目論むとしてテロ組織に認定し、軍に攻撃を命じた。

## 用語
本項目では当シリーズに登場する各用語について説明する。
ルパン・ゲーム
チャップチップが考案し、インターネットを使ってルパンを捕まえるために開催したもの。これによりルパンは世界中の人々から追われるはめになるが、ゲームに参戦していた「ドローン・ファイター」の正体は不二子であった。
ハッピー・デス・デイ
前述のルパン・ゲームに次いでマルコポーロが新たに始めたゲーム。ターゲットの死亡日を予想し、賭けを行う。
ブワンダ共和国
EPISODE Iの主な舞台となる国。正確な位置は不明だが地理的状況からアフリカ大陸に位置すると思われる。ICPOに加盟しておらず、それを利用してルパン一味はこの国へと逃亡した。
カルネ・ノワール（黒革の手帳）
治安総局やアルベールらが狙っていたポケットサイズの手帳。中にはフランス警察の幹部達がこれまで行ってきた不正や犯罪のすべてが記述されているという。
パダール王国
南アジアの王国。SHAKEHANZ社と提携して国のIT化を推進する改革派とそれに反発する伝統派の反目が続いており、国の一部では電子マネー決済や自動運転車の導入が進んでいる。アメリカ合衆国の南アジア戦略の橋頭堡とされる。
SHAKEHANZ社
エンゾが創立した世界最大のIT企業。本社はタックス・ヘイヴンと呼ばれる南太平洋のオリグ島に置かれており、島内はビルや道路が整備され企業城下町の様を呈している。最終的には後述するヒトログの危険性から、アメリカ合衆国から国際テロ組織と認定され島ごと軍事制裁を受けてしまう。
ヒトログ
SHAKEHANZ社が提供する革命的SNS。AIの解析で膨大なデータからあらゆる人間に関する情報を割り出す。また、提供された情報に対しては提供者に関係なく分析し、判定を付ける。
世界各国で各種サービスに使用され、更にルパン逮捕にまで至ったことでその実用性を世界中が高く評価したが、脱走したルパンが各国の機密情報を暴露し、ヒトログがそれにA判定を付けたことで政治・経済的混乱を招いてしまい、ヒトログがルパンにお墨付きを与えたという結果に対しルパンの情報削除など交渉を行うもエンゾがそれを拒否したことで決裂し、最終的に軍事制裁で破壊された。

## スタッフ
- 原作 - モンキー・パンチ
- 監督 - 矢野雄一郎
- 副監督 - 酒向大輔
- シリーズ構成 - 大河内一楼
- 設定考証 - 白土晴一
- キャラクターデザイン - 横堀久雄
- 美術監督 - 清水啓一朗
- 美術デザイン - 山子泰弘、金森たみ子
- 色彩設計 - 山本智子
- 撮影監督 - 宮崎藍子、中小原明典
- 編集 - 堀場みどり
- 音響監督 - 清水洋史
- 音楽 - 大野雄二
- 音楽制作 - トムス・ミュージック、日本テレビ音楽
- 企画プロデュース - 加藤州平
- 企画開発 - 鈴木常泰[9]
- プロデューサー - 野崎康次、塩出正樹
- アニメーションプロデューサー - 堀川優子
- クリエイティブプロデューサー - 浄園祐[9]
- アニメーション制作 - テレコム・アニメーションフィルム
- 制作 - トムス・エンタテインメント
- 製作・著作 - ルパン三世PART5製作委員会

## 主題曲
本作では峰不二子役の沢城みゆきがエンディングテーマを歌唱する。
メインテーマ「LUPIN TROIS 2018 <ルパントロワ 2018>」
作曲・編曲 - 大野雄二 / 演奏 - Yuji Ohno & Lupintic Six
最終回ではエンディングテーマとして使用。
エンディングテーマ「セーヌの風に…（Adieu）」
作詞 - BOUNCEBACK / 作曲・編曲 - 大野雄二 / 演奏 - Yuji Ohno & Lupintic Six / 歌 - 沢城みゆき
映像はプロデューサーである浄園祐の意向が強く反映され、不二子の「夢」を描いたものになっている。また、一部はムーラン・ルージュを参考にしている。
最終回では使用せず。

## 各話リスト
| 話数   | エピソード  | サブタイトル                   | 脚本           | 絵コンテ            | 演出              | 作画監督                                    | 放送日        | ジャケットの色 |
| ------ | ----------- | ------------------------------ | -------------- | ------------------- | ----------------- | ------------------------------------------- | ------------- | -------------- |
| 第1話  | EPISODE I   | 地下塔の少女                   | 大河内一楼     | 矢野雄一郎 酒向大輔 | 小山田桂子        | 高田洋一 白井裕美子                         | 2018年 4月4日 | 青             |
| 第2話  | EPISODE I   | ルパン・ゲーム                 | 大河内一楼     | 矢野雄一郎          | 大賀まこと        | 鹿島功光（総） 渡辺裕二 齋藤直子            | 4月11日       | 青             |
| 第3話  | EPISODE I   | 殺し屋は荒野に集う             | 大河内一楼     | 酒向大輔            | 山田卓 小山田桂子 | 高須美野子 野口寛明                         | 4月18日       | 青             |
| 第4話  | EPISODE I   | 銭形の誇りと砂漠の埃           | 大河内一楼     | 矢野雄一郎          | 大賀まこと        | 鹿島功光（総） 渡辺裕二                     | 4月25日       | 青             |
| 第5話  | EPISODE I   | 悪党の覚悟                     | 大河内一楼     | 佐野隆史            | 小山田桂子        | 垣野内成美                                  | 5月2日        | 青             |
| 第6話  | 第6話       | ルパン対天才金庫               | 酒向大輔       | 酒向大輔            | 富沢信雄 山田卓   | 白井裕美子 高田洋一                         | 5月9日        | ピンク         |
| 第7話  | EPISODE II  | その名はアルベール             | 雑破業         | 富沢信雄            | 山田卓 小山田桂子 | 末永宏一                                    | 5月16日       | 青             |
| 第8話  | EPISODE II  | 黒い手帳は誰の手に             | 雑破業         | 富沢信雄            | 大賀まこと        | 鹿島功光（総） 北澤精吾                     | 5月23日       | 青             |
| 第9話  | EPISODE II  | "ルパン"を棄てた男             | 雑破業         | 富沢信雄 友永和秀   | 富沢信雄          | 高田洋一 白井裕美子                         | 5月30日       | 青             |
| 第10話 | EPISODE II  | 泥棒と泥棒                     | 雑破業         | 矢野雄一郎          | 土屋康郎          | 末永宏一 山川宏治 鈴木美咲                  | 6月6日        | 青             |
| 第11話 | 第11話      | パブロ・コレクションを走れ     | 大河内一楼     | 堂山卓見 中田博文   | 堂山卓見          | 中田博文                                    | 6月13日       | 赤             |
| 第12話 | 第12話      | 十三代目石川五ェ門散財ス       | 野島一成       | 佐野隆史            | 土屋康郎          | 末永宏一 田口麻美（補佐）                   | 6月20日       | 赤             |
| 第13話 | EPISODE III | 弓と王女とテロリスト           | 大河内一楼     | 矢野雄一郎          | 小山田桂子        | 高須美野子 野口寛明                         | 7月4日        | 青             |
| 第14話 | EPISODE III | 王国の盗み方                   | 大河内一楼     | 佐野隆史            | 小山田桂子        | 野口寛明 高須美野子                         | 7月11日       | 青             |
| 第15話 | EPISODE III | ルパンと彼女の関係             | 大河内一楼     | 矢野雄一郎          | 小山田桂子        | 髙田洋一 高須美野子                         | 7月18日       | 青             |
| 第16話 | EPISODE III | 初恋の話をしよう               | 大河内一楼     | 佐野隆史            | 小山田桂子        | 末永宏一 高須美野子 髙田洋一                | 7月25日       | 青             |
| 第17話 | 第17話      | 探偵ジム・バーネット三世の挨拶 | 大倉崇裕       | 辻初樹              | 江副仁美          | 仁井宏隆                                    | 8月1日        | 緑             |
| 第18話 | 第18話      | 不二子の置きみやげ             | 綾奈ゆにこ     | 佐野隆史            | 斉藤啓也          | 野口寛明 髙田洋一                           | 8月8日        | 青             |
| 第19話 | 第19話      | 7.62mmのミラージュ             | 時雨沢恵一     | 佐野隆史            | 宇都宮正記        | 山川宏治 野口寛明                           | 8月15日       | 青             |
| 第20話 | 第20話      | 怪盗銭形                       | 西田シャトナー | 辻初樹              | 辻初樹            | 仁井宏隆 高須美野子 末永宏一                | 8月22日       | 赤             |
| 第21話 | EPISODE IV  | 時代遅れの大泥棒               | 大河内一楼     | 矢野雄一郎          | 土屋康郎          | 高須美野子 末永宏一                         | 8月29日       | 青             |
| 第22話 | EPISODE IV  | 答えよ斬鉄剣                   | 大河内一楼     | 矢野雄一郎          | 小山田桂子        | 稲手遥香 田口麻美 酒向大輔                  | 9月5日        | 青             |
| 第23話 | EPISODE IV  | その時、古くからの相棒が言った | 大河内一楼     | 矢野雄一郎          | 土屋康郎          | 酒向大輔（総） 野口寛明 高田洋一            | 9月12日       | 青             |
| 第24話 | EPISODE IV  | ルパン三世は永遠に             | 大河内一楼     | 矢野雄一郎          | 矢野雄一郎        | 酒向大輔（総） 末永宏一 高須美野子 田口麻美 | 9月19日       | 青             |

## 補足事項
劇中には過去のTVシリーズや劇場作品のオマージュが散見されるが、これらは脚本にはなく、絵コンテを担当するスタッフによるお遊び的要素の一つであるという。
本項目では前述のオマージュやその他の補足点を述べる。
第1話「地下塔の少女」
冒頭にて、何者かがパソコンの画面でTV第4シリーズに登場したレベッカなどのキャラクターたちとルパンたちとの関係が描かれた関係図や、『ルパンVS複製人間』、『カリオストロの城』、TV第1シリーズの第1話「ルパンは燃えているか…?!」、TV第2シリーズの第143話「マイアミ銀行襲撃記念日」などの過去作品のシーン（構図が違うので流用ではなく新規作画）を閲覧していた。また、ルパン一行は『カリオストロの城』に登場したスーパーチャージャー付きフィアット・500に乗っており、本編と同じくカーチェイスでは途中でエンジンフードを上げ、シトロエン・2CVを追い抜くシーンが登場する。
第2話「ルパン・ゲーム」
アジト内にて、ルパン、次元、五ェ門がもつ鍋を食べるシーンがあり、TV第2シリーズの第145話「死の翼アルバトロス」の冒頭と似たやり取り が描かれている。
第6話「ルパン対天才金庫」
冒頭にて、TV第2シリーズのオープニング4種類中のそれぞれ1シーン（静止画）が、ほぼ同じ構図かつ新規作画で描かれた。ただし、描かれた4つのシーンはTV第2シリーズであるため、本来は赤ジャケットだがうち3つは緑、ピンク、青のジャケットにそれぞれ変更され、ルパン、次元、五ェ門、銭形もそれぞれ『PARTIII』の衣装で登場し、アジトには他の三色のジャケットが掛けられていた。
不二子がルパンに灰皿を投げつける描写があるが、こちらも第2話同様「死の翼アルバトロス」における、飛行船「アルバトロス」内でのやり取りのオマージュで他にも他のアニメのパロディネタがいくつかあった。
金庫へ向かう途中のシーンで、ルパンら一味は『カリオストロの城』の中の礼拝堂で登場するシーンと同じく、ルパンが頭に包帯を巻き、次元と五ェ門に担がれる描写が登場する。
この回ではザ・ドリフターズのオマージュ要素が強く、ヒラメキ兄弟のデザインや会話は『ドリフ大爆笑』のコントである「バカ兄弟」に準じているほか、ルパン役の栗田が志村けんやいかりや長介のモノマネを行うシーンもある。なお、続く第7話「その名はアルベール」でも、ルパンがいかりやの持ちネタである「だめだこりゃ」とつぶやく場面がある。
第11話「パブロ・コレクションを走れ」
衣装デザインにTV第2シリーズのものが採用されている。ストーリーは現代のルパンの回想というもので、一行は序盤と終盤にPART5の衣装で登場している。またTV第2シリーズのBGMのひとつである「デンジャラス・ゾーン」が使用されている。その後もいくつか赤のジャケットのルパンの話がある。
第17話「探偵ジム・バーネット三世の挨拶」
本編や副題のジム・バーネットとは、「ルパンシリーズ」の『バーネット探偵社』などでのアルセーヌ・ルパンの偽名の1つ。この作品ではTV第1シリーズや『カリオストロの城』での緑のジャケットのルパンの話になっている。
第18話「不二子の置きみやげ」
TV第4シリーズもしくは本作での日常として描かれ、メインキャラクターの作画と衣装は第4シリーズのものが使用されている。また、大塚康生の胸像が何度か登場する。
第21話「時代遅れの大泥棒」
『PART4』に登場したニクスの娘、ブリジットがニュースのインタビュー映像に僅かながら再登場した。また「ヒトログ」のコメント欄に一部、過去作に登場した登場人物によるコメントが載せられていた。
第22話「答えよ斬鉄剣」
過去作においてルパンと五ェ門が対決しているシーンが数カ所 と、TV第1シリーズ前期のキャラクターデザインに拠った五ェ門が、新規作画で描かれた。また、先述の第21話同様「ヒトログ」のコメント欄にて、過去作に登場したゲストキャラクターが数人登場し、姿も描かれた。
第23話「その時、古くからの相棒が言った」
『カリオストロの城』に登場した城の建物や古代ローマの遺跡、地下の迷宮が描かれているほか、本話で放送された次回予告ではTV第1シリーズ次回予告の締め台詞である、「チャンネルは決まったぜ!」の台詞が使われた。
第24話「ルパン三世は永遠に」
次元が車の屋根から身を乗り出して追っ手のヘリを撃墜した際には『カリオストロの城』冒頭のカーチェイスのシーンと同じポーズで「やったあ！」と叫んでいる。原作では普段のルパンの顔もマスクで仲間や銭形すらも本当の素顔を知らないという設定があり、本作で初めてアニメのルパンも普段の顔もマスクである設定が使われ、それを見た不二子やその場にいたアミやエンゾはこれには驚いていた。素顔は影で隠れて見えない形になっている。
このエピソードは2021年にアニメ開始50周年記念企画として「金曜ロードショー」でファン投票上位4エピソードを放送するために実施された「みんなが選んだルパン三世」において、本作までのテレビシリーズ全276話のうち第3位を獲得し、同年10月15日に金曜ロードショー枠で再放送された。平成期のテレビシリーズでは唯一の選出となった。

## 放送局
特記のない局は全て日本テレビ系列。放送各日の該当枠前後の編成や各局の都合等により変更の場合あり。
| 放送期間                                               | 放送時間                                                  | 放送局         | 対象地域       | 備考                          |
| ------------------------------------------------------ | --------------------------------------------------------- | -------------- | -------------- | ----------------------------- |
| 2018年4月4日 - 9月19日                                 | 水曜 1:29 - 1:59（火曜深夜）                              | 日本テレビ     | 関東広域圏     | 制作局 『AnichU』第1部        |
| 2018年4月5日 - 9月20日                                 | 木曜 1:29 - 1:59（水曜深夜）                              | 北日本放送     | 富山県         |                               |
| 2018年4月6日 - 4月27日 2018年5月4日 - 9月27日          | 金曜 2:29 - 2:59（木曜深夜） 金曜 1:29 - 1:59（木曜深夜） | 札幌テレビ     | 北海道         |                               |
| 2018年4月7日 - 9月22日                                 | 土曜 1:59 - 2:29（金曜深夜）                              | 中京テレビ     | 中京広域圏     |                               |
| 2018年4月8日 - 9月23日                                 | 日曜 2:20 - 2:50（土曜深夜）                              | 静岡第一テレビ | 静岡県         |                               |
| 2018年4月8日 - 9月30日                                 | 日曜 2:25 - 2:55（土曜深夜）                              | 福岡放送       | 福岡県         | [ 注 21 ]                     |
| 2018年4月10日 - 6月19日 2018年7月3日 - 9月24日         | 火曜 2:59 - 3:29（月曜深夜） 火曜 2:14 - 2:44（月曜深夜） | 読売テレビ     | 近畿広域圏     | 『MANPA』第3部 『MANPA』第2部 |
| 2018年4月13日 - 9月21日                                | 金曜 1:44 - 2:14（木曜深夜）                              | テレビ信州     | 長野県         |                               |
| 2018年5月8日 - 10月16日                                | 火曜 2:05 - 2:35（月曜深夜）                              | 日本海テレビ   | 鳥取県・島根県 |                               |
| 2018年5月18日 - 11月2日                                | 金曜 21:30 - 22:00                                        | 日テレプラス   | 日本全域       | CS放送 リピート放送あり       |
| 2018年6月10日 - 12月2日                                | 日曜 1:05 - 1:35（土曜深夜）                              | 山梨放送       | 山梨県         |                               |
| 2018年7月24日 - 10月22日 2018年10月26日 - 2019年1月4日 | 火曜 1:34 - 2:04（月曜深夜） 土曜 2:19 - 2:49（金曜深夜） | ミヤギテレビ   | 宮城県         |                               |
| 2018年8月4日 - 2019年1月19日                           | 土曜 1:59 - 2:29（金曜深夜）                              | 長崎国際テレビ | 長崎県         |                               |
| 2018年10月10日 -                                       | 日曜 4:10 - 4:40（土曜深夜）                              | 福島中央テレビ | 福島県         |                               |

インターネットではHulu、あにてれ、アニマックスオンデマンド、アニマックスon PlayStation、アニメ放題、Amazonビデオ、GYAO!ストア、GYAO!、J:COMオンデマンド、ShowTime、TSUTAYA TV、dアニマックス、dtv、ドコモ・アニメストア、ニコニコチャンネル、ニコニコ生放送、日テレオンデマンド、Happy動画、バンダイチャンネル、ビデオパス、ビデオマーケット、フジテレビオンデマンド、みるプラス、U-NEXT、Rakuten TV、ひかりTVにて配信。

## その他関連メディア

### BD / DVD
| 巻    | 発売日         | 収録話          | 規格品番   | 規格品番   |
| 巻    | 発売日         | 収録話          | BD         | DVD        |
| ----- | -------------- | --------------- | ---------- | ---------- |
| Vol.1 | 2018年7月25日  | 第1話 - 第5話   | VPXY-71614 | VPBY-14713 |
| Vol.2 | 2018年8月22日  | 第6話 - 第10話  | VPXY-71615 | VPBY-14714 |
| Vol.3 | 2018年9月19日  | 第11話 - 第15話 | VPXY-71616 | VPBY-14715 |
| Vol.4 | 2018年10月24日 | 第16話 - 第20話 | VPXY-71617 | VPBY-14716 |
| Vol.5 | 2018年11月21日 | 第21話 - 第24話 | VPXY-71618 | VPBY-14717 |

第1巻の数量限定・プレミアム先着購入特典として、『ルパン三世』原作誕生50周年記念作品「ルパン三世 ルパンは今も燃えているか?」DVDと、PINコード付き50周年記念オリジナルハコスコが同梱されている。

### サウンドトラック
| 発売日       | タイトル                                                                                          | 規格品番   |
| ------------ | ------------------------------------------------------------------------------------------------- | ---------- |
| 2018年5月9日 | ルパン三世 PART5 オリジナル・サウンドトラック「LUPIN THE THIRD PART V〜SI BON! SI BON!」          | VPCG-83526 |
| 2018年5月9日 | ルパン三世 PART5 オリジナル・サウンドトラック「THE OTHER SIDE OF LUPIN THE THIRD PART V〜FRENCH」 | VPCG-83527 |